# Lillsjön (Stigsjö socken, Ångermanland)
Lillsjön är en sjö i Härnösands kommun i Ångermanland och ingår i Gådeåns huvudavrinningsområde. Sjön har en area på 0,136 kvadratkilometer och ligger 66,9 meter över havet.

## Delavrinningsområde
Lillsjön ingår i det delavrinningsområde (695504-159007) som SMHI kallar för Utloppet av Gussjön. Medelhöjden är 159 meter över havet och ytan är 40,23 kvadratkilometer. Räknas de 17 avrinningsområdena uppströms in blir den ackumulerade arean 117,61 kvadratkilometer. Avrinningsområdets utflöde Gådeån (Helgumsån) mynnar i havet. Avrinningsområdet består mestadels av skog (75 procent). Avrinningsområdet har 3,84 kvadratkilometer vattenytor vilket ger det en sjöprocent på 9,6 procent.